# Ocean's 8
Ocean's 8 és una pel·lícula estatunidenca dirigida per Gary Ross, estrenada l'any 2018. Es tracta d'una pel·lícula derivada de la trilogia Ocean  de Steven Soderbergh. S'ha subtitulat al català.

## Argument
Debbie, la germana de Daniel Ocean que acaba de morir, surt de la presó després de cinc anys. Ha passat tot aquest temps preparant un projecte particularment ambiciós: es tracta d'amagar el Toussaint, un collaret de diamants de Cartier estimat en 150 milions de dòlars, en una gala del Metropolitan Museum of Art de Nova York, organitzada en el marc d'una exposició de joies reials.
S'associa amb Lou Miller (la seva companya), amb qui ja ha muntat estafes. Totes dues recluten Constància, una carterista, Nine-Ball, una pirata informàtica, Amita talladora de diamants. Contracten també Rosa Weil, una gran modista que té com a missió de vestir una estrella, Daphne Kluger, en la gala i aconseguir el Toussaint en aquesta ocasió.

## Producció

### Gènesi i desenvolupament
Steven Soderbergh, director dels tres films de la trilogia Ocean, i George Clooney, interpreta del personatge principal de Danny Ocean, anuncia que no hi haurà Ocean's Fourteen o d'altres continuacions a causa de la mort de Bernie Mac l'any 2008. No obstant això, l'octubre de 2015, s'anuncia un spin-off femení; serà protagonitzat per Sandra Bullock en la pell de la germana de Danny Ocean. El projecte va ser concebut pel productor de la trilogia, Jerry Weintraub, ajudat de Soderbergh i Clooney. Olivia Milch va escriure el guió amb Gary Ross, que és igualment anunciat com a director.
Durant la preproducció, el títol de treball és Ocean's Ocho.

### Repartiment dels papers
Sandra Bullock és anunciada des del començament del projecte l'any 2015. Els noms d'Helena Bonham Carter, Cate Blanchett, Mindy Kaling i Elizabeth Banks són preseleccionades després.
L'agost de 2016, Sandra Bullock, Cate Blanchett, Helena Bonham Carter i Mindy Kaling són confirmades, mentre que Anne Hathaway, Rihanna, Awkwafina i Sarah Paulson són encara en negociacions.
La presència de Dakota Fanning i Damian Lewis ha revelat per la seva presència sobre l'escenari al començament del rodatge.
Se li va proposar un paper a Jennifer Lawrence, però l'actriu tenia altres projectes.
El novembre de 2016, s'anuncia que Matt Damon, intèrpret de Linus Caldwell a la trilogia, farà un cameo al spin-off. Finalment, es va tallar al muntatge i no apareix al film.
El gener de 2017, s'anuncien els cameos de diverses celebritats: Kim Kardashian, Kendall Jenner, Anna Wintour, Heidi Klum i Katie Holmes.

## Repartiment
| - Sandra Bullock: Debbie Ocean - Cate Blanchett: Lou Miller - Anne Hathaway: Daphne Kluger - Mindy Kaling: Amita - Sarah Paulson: Tammy - Awkwafina: Constance - Rihanna: Leslie « Nine-Ball » - Helena Bonham Carter: Rosa Weil - Richard Armitage: Claude Becker - James Corden: John Frazier - Dakota Fanning: Penelope Stern - Damian Young: David Welch - Shaobo Qin: Ien - Marlo Thomas: Rene - Dana Ivey: Diana - Elizabeth Ashley: Ethel - Alexander Blaise: el president de Cartier - Elliott Gould: Reuben Tishkoff (cameo no surt als crèdits) | en el seu propi paper - Anna Wintour - Alexander Wang - Jaime King - Kim Kardashian - Derek Blasberg - Lauren Santo Domingo - Zayn Malik - Kendall Jenner - Katie Holmes - Olivia Munn - Hailey Baldwin - Maria Sharapova - Serena Williams - Zac Posen - Heidi Klum - Adriana Lima - Gigi Hadid |

## Crítica
- Als Estats Units, el film va rebre critiques més aviat tèbies.[16][17][18]
- A Rotten Tomatoes, Ocean's 8 obté un 68% d'opinions favorables per a 207 crítics i una nota mitjana de 6,3⁄10.[19] A Metacritic, té una mitjana de 60⁄100 per a 48 crítics.[20]

- Peter Travers de la revista Rolling Stone dona al film una nota de 3⁄4 i destaca les actrius del film, el seu look i el ritme del film.[21]

- "Un robatori que és prou entremaliat, elaborat i 'perfecte' per gratificar i acontentar al públic (...) És prou intel·ligent per tirar endavant"[22]
- "Li falta tensió (...) S'arrossega de forma poc elegant (...) Es deixa veure gràcies al seu repartiment, però aquest per si solament no pot emmascarar les deficiències creatives (...) Puntuació: ★★ (sobre 5)"[23]